# Jehan de Lescurel
Jehan de Lescurel (tudi Jehannot de l'Escurel), francoski skladatelj in pesnik, † 23. maj 1304.
O njegovem življenju je znano le to, da je bil sin pariškega trgovca in da je bil 23. maja 1304 usmrčen (obešen) zaradi »zločinov zoper ženske«. Glasbeno izobrazbo je verjetno prejel v katedrali Notre Dame v Parizu, predstavljal pa je tranzicijsko glasbeno osebnost med obdobjem truverske glasbe in ars novo. Večji del njegovega opusa sestavljajo monofone pesmi v stilu truverjev, edino eno od 34 ohranjenih del pa je polifono. Komponiral je preproste virelaje, ballate in rondeauje.